# Оно, Сатоси
Сатоси Оно (яп. 大野智 О:но Сатоси, род. 26 ноября 1980, Токио, Япония) — японский идол, певец, актёр, радиоведущий, танцор и хореограф. Он - ведущий вокалист и лидер бойз-бэнда Arashi.
Он присоединился к компании 16 октября 1994 года и начал свою музыкальную карьеру, когда ему было 14 лет. В марте 1999 года стал частью группы Musical Academy, но чуть позднее покинул группу и вместе с Дзюном Мацумото, Кадунари Ниномией, Масаки Аибой и Сё Сакураем дебютировал как «Arashi» в сентябре 1999 года. Также Сатоси снимался в нескольких фильмах, сыграл главную роль в сериале "Закрытая комната" (Kagi no kakatta heya) и выступал с сольными концертами.

## Сольные песни
- Kumorinochi, Kaisei
- Yuki Kuni
- Mr. Cool
- Deep Sorrow
- Bite the Love
- So-So-So
- Machi Ga Irodzuku Koro — дуэт с Аибой Масаки
- Top Secret
- Rain
- Size
- Dice
- Oretachi no Song (Our Song) — дуэт с Сакураем Сё
- Ready to Fly
- Song for Me
- two
- Shizukana Yoru ni
- Hit the floor
- Hung up on
- Take me faraway
- Imaging Crazy
- Akatsuki